# Vlajka Evropské unie

Vlajka Evropské unie
Poměr stran: 2:3

Vlajka Evropské unie je jedním ze symbolů EU a má totožnou podobu jako vlajka Evropy. Je na ní vyobrazen soustředný kruh dvanácti zlatých hvězd na modrém pozadí.
Přestože je v současnosti vlajka Evropy spojována především s Evropskou unií, ve skutečnosti reprezentuje z rozhodnutí Rady Evropy celou Evropu a to již od roku 1955. Teprve až později byla její podoba začleňována do symbolů institucí, souvisejících s evropskou integrací. Vlajka Evropy byla proto přijata i za vlajku Evropské unie. Vlajka je vyobrazena na přední straně všech eurobankovek, na mincích je pouze kruh hvězd.

## Historie

Původní vlajka Panevropské unie

Účelem vzniku vlajky bylo vytvoření symbolu, se kterým by se obyvatelé Evropy mohli identifikovat. Rovněž byl hledán symbol, pod kterým by se mohla reprezentovat Rada Evropy, která dohlíží na dodržování lidských práv a propaguje evropskou kulturu.
Jeden z návrhů podoby vlajky předložil šlechtic japonsko-rakouského původu Richard Mikuláš Coudenhove-Kalergi. Jednalo se o symbol staršího hnutí, usilujícího o sjednocení Evropy – o vlajku Panevropské unie. Ta se skládala z červeného kříže ve žlutém kruhu na modrém pozadí, přičemž kruh odkazuje k japonské vlajce, neboť Kalergi se narodil své japonské matce roku 1894 v Tokiu. Tento návrh byl však zamítnut kvůli protestům Turecka proti přítomnosti kříže, nicméně hlavní motiv japonské vlajky, kruh uprostřed jednobarevného pozadí, zůstal i na finálním návrhu Arsène Heitze. Číslo 12 jako počet hvězd bylo nakonec vybráno kvůli politické neutrálnosti, později Heitz připustil inspiraci mariánskou ikonografií.
Podoba vlajky byla Radou Evropy, mezinárodní organizací sdružující západoevropské státy, přijata 8. prosince 1955 a navrhl ji hlavní herold Irska Gerard Slevin. V následujících letech ji následovaly nově vznikající evropské instituce a začaly symbol používat také. Poprvé byla oficiálně vyvěšena 13. prosince 1955 v Paříží. Symbolem Evropského společenství se vlajka stala 26. května 1986. Evropská unie, vzniklá na základě Maastrichtské smlouvy v roce 1992, která Společenství nahradila, převzala také jeho vlajku. Po pádu komunismu v Evropě v letech 1989–1991 a rozpadu východního bloku se členy Rady Evropy stala většina evropských států a vlajka Evropy tak reprezentuje i státy mimo Evropskou unii.
Zrušením Maastrichtské smlouvy a jejím nahrazením Lisabonskou smlouvou nebyla tato vlajka v nové smlouvě deklarována jako vlajka EU. Tak se stalo, že oficiálně EU žádnou vlajku nemá. Proto některé státy EU prohlásily, že ji jako symbol uznávají. Mezi těmi, které takové vyjádření nevydaly, je i ČR.

### Návrhy
Pro vlajku Rady Evropy bylo učiněno mnoho stylistických návrhů týkajících se barev a symboliky. Tyto první návrhy podal 19. ledna 1950 Paul Lévy v dopise generálnímu tajemníkovi. Navrhl, aby vlajka obsahovala kříž z několika důvodů. Za prvé, kříž symbolizuje křížení cest a také svými rameny představuje východ, západ, sever a jih. Kromě toho se kříž objevuje na většině vlajek členů Evropské rady a je nejstarším a nejvznešenějším symbolem v Evropě. Kříž navíc znázorňoval křesťanství. Pokud jde o barvy, navrhl je jako bílou a zelenou, barvy evropského hnutí, které mělo velký význam od roku 1947. Zelená také znázorňovala naději a zelený kříž na bílém pozadí byl návrh, který neměl dosud používané.
Krátce po těchto úvahách Paula Lévyho, dne 27. července 1950, Richard Mikuláš Coudenhove-Kalergi, prezident panevropského hnutí, napsal memorandum, které obsahovalo některá pravidla, kterými by se vlajka pro takový svazek měla řídit. Pravidla, která uvedl, zněla následovně: 
- Měl by být symbolem naší společné civilizace.
- Měl by představovat evropský znak.
- Nemělo by to vyvolávat žádnou národní rivalitu.
- Měl by reprezentovat tradici.
- Mělo by to být krásné a důstojné.

Po těchto prohlášeních Coudenhove-Kalergi navrhl, že vlajka panevropského hnutí by byla dokonalá, aby vyhovovala těmto kritériím.[ujasnit]
15. července 1951 poradní shromáždění předložilo konečné memorandum o evropské vlajce. Navržené symboly byly tyto:
- Kříž: Symbol křesťanství, evropská křižovatka, připomínající křížové výpravy a nachází se na polovině vlajek členských států.
- „E“: Používá evropské hnutí.
- Bílá hvězda v kruhu: Symbol používaný v letech 1944–1945 armádami osvobození .
- Více hvězd: Každá hvězda může představovat člena. Mohou to být zelené na bílém pozadí, bílé hvězdy na červeném pozadí nebo stříbrné hvězdy pro přidružené členy a zlaté hvězdy pro řádné členy.
- Štrasburský erb: Symbolizuje oficiální sídlo Rady Evropy.
- Slunce: Představovalo by svítající naději.
- Trojúhelník: Představoval by kulturu.

Dále bylo navrženo několik barev:
- Vícebarevné: Bylo navrženo, aby vlajka mohla obsahovat všechny barvy, jaké měly vlajky členských států.
- Zelená a bílá: To byly barvy evropského hnutí .
- Nebeská modrá: Symbol míru a neutrality, protože jiné barvy se již používaly pro jiná hnutí, jako je černá pro smutek, červená pro bolševismus nebo zelená pro islám.

Nakonec byla vlajka Evropy vybrána tak, aby měla 12 pěticípých zlatých hvězd v kruhu na modrém pozadí, pravděpodobně inspirovaných panevropskou vlajkou a dalšími návrhy, jako jsou návrhy Salvadora de Madriagy a Arsèna Heitze.
| Vlajka    | Datum              | Autor                     | Popis | Zdroje                         |
| --------- | ------------------ | ------------------------- | --- | ------------------------------ |
|           | 1930               | Neznámý                   | Anonymní skica vlajky pro Spojené státy evropské | [ 5 ]                          |
|           | 23. srpna 1949     | Camille Manné             | Návrh vlajky Camille Manného, štrasburského občana, který zahrnoval všechny barvy evropských vlajek, byl proveden statistickou analýzou barev evropských vlajek. Jeho design je ve formě čtyř vodorovných pruhů, modrého, zeleného, žlutého a černého, a šípu horizontálně červeného a bílého rozděleného vedle kladkostroje. Šipka má také barvy Štrasburku.                                              | [ 6 ] [ 7 ] [ 8 ] [ 9 ] [ 10 ] |
|           | 5. června 1950     | Coudenhove-Kalergi        | Hrabě Richard Coudenhove-Kalergi navrhl Jacques-Camille Parisovi, generálnímu tajemníkovi Evropské rady, použití vlajky Panevropského hnutí. | [ 11 ] [ 12 ]                  |
|           | 15. července 1951  | Martin-Levy               | Jeden z kurátorů štrasburského muzea a člen generálního sekretariátu Martin-Levy navrhl bílý podklad se zeleným křížem, který uprostřed nese znak města Štrasburku. Kříž je mírně posunut směrem ke kladkostroji na způsob skandinávských vlajek. | [ 13 ] [ 8 ] [ 9 ] [ 10 ]      |
| Sami flag | 15. července 1951  | Coudenhove-Kalergi        | Hrabě Coudenhove-Kalergi navrhl bílou vlajku s červeným symetrickým křížem, známou také jako vlajka sv. Jiří. | [ 8 ]                          |
| Sami flag | 15. července 1951  | kníže Schwarzenberg       | Kníže Schwarzenberg navrhl, aby byl přijat „první evropský symbol“, Konstantinovo labarum. Červená vlajka se žlutým symetrickým křížem. | [ 8 ] [ 10 ]                   |
|           | 15. července 1951  | Lucien Philippe           | Patnáct pěticípých zelených hvězd ve třech řadách na bílém podkladu. | [ 8 ] [ 9 ] [ 10 ]             |
|           | 15. července 1951  | Louis Wirion              | Louis Wirion, lucemburský odborník na heraldiku, navrhl design založený na návrhu Martina-Levyho, obrátil barvy a odstranil štrasburský znak. Souhlasil však s tím, že bílý podklad by měl být ponechán se zeleným křížem za předpokladu, že by byl štrasburský znak ve středu použit pouze pro praporce osobností Rady a vlajky vyvěšené na budovách Rady a ve všech ostatních případech by byl vynechán. | [ 8 ] [ 14 ]                   |
|           | 15. července 1951  | Sommier z Neuilly         | Sommier navrhl design založený na vlajce Evropského hnutí, se zeleným „E“ odděleným od kladkostroje nad bílou zemí. | [ 8 ]                          |
|           | 15. července 1951  | Alwin Mondon              | Alwin Mondon, kartograf Bad Godesberg, navrhl bílý trojúhelník, symbol kultury, na různých polích. (Jeden z nich zobrazen) | [ 8 ]                          |
|           | 15. července 1951  | Muller z Wiesbadenu       | Muller z Wiesbadenu navrhl rudou vlajku se zlatým písmem se slovem „Europa“, se zlatým sluncem a bílou rukou jako znakem přísahy. | [ 8 ] [ 9 ] [ 10 ]             |
|           | 15. července 1951  | Harmignies                | Harmignies navrhl vytvořit nové heraldické zařízení: Kříž Evropy. Tento kříž by se skládal ze čtyř „E“ podložených čtvercem. Navrhl vlajku sestávající ze zeleného kříže Evropy na bílém podkladu. | [ 8 ] [ 9 ] [ 10 ]             |
|           | 15. července 1951  | Poucher                   | Poucher navrhl federální vlajku, která byla prakticky opakem vlajky Spojených států amerických, s modrými pruhy a červenou čtvrtí v jednom rohu. | [ 8 ] [ 9 ] [ 10 ]             |
|           | 15. července 1951  | H.C.?                     | H.C. navrhl vodorovně rozdělenou modro-červenou vlajku, horní modrou a spodní červenou. Toto je mezinárodní kódový znak písmene „E“. Kromě toho tyto dvě barvy také odpovídají těm, které jsou obecně přijímány pravicovými a levicovými stranami. | [ 8 ] [ 9 ] [ 10 ]             |
|           | 26. září 1951      | Coudenhove-Kalergi        | Nepatrná variace vlajky panevropského hnutí, kterou navrhl hrabě Cudenhove-Kalergi, ale později slovně vyjádřil svůj úmysl svůj návrh stáhnout. | [ 9 ] [ 10 ]                   |
|           | 26. září 1951      | J. E. Dylan               | V lednu 1951 J. E. Dylan navrhl dopisem tuto a další vlajku s hvězdou osvobození obklopenou hvězdami (jednu pro každého člena odboru). U těchto dvou návrhů také navrhl, aby měly modré pozadí. Rada předložila tento návrh, který měl zelenou vlajku s bílo-červenou hvězdou osvobození a štrasburský znak v levém horním rohu. Hvězda v kruhu byla v letech 1944–1945 znakem osvobozeneckých armád.      | [ 9 ] [ 10 ] [ 15 ]            |
|           | 26. září 1951      | Neznámý                   | Podobný design jako návrh vlajky Louise Wiriona, ale kříž je symetrický. Tento design navrhli ti, kteří věřili, že zelený kříž na bílém pozadí by se příliš snadno zašpinil. | [ 9 ] [ 10 ]                   |
|           | 26. září 1951      | Neznámý                   | Bílý kříž svatého Ondřeje nad zelenou zemí. Kříž představuje jeden z nejstarších a nejoblíbenějších evropských znaků. | [ 9 ] [ 10 ]                   |
|           | 15. října 1951     | Arsène Heitz              | Arsène Heitz navrhl zelenou vlajku, barvu standarty Karla Velikého, kterou mu dal papež Lev III. při jeho korunovaci, a červený kříž lemovaný žlutou barvou. Červená znázorňuje krveprolití v bratrovražedných bojích a žlutá je barvou papeže a křesťanství. | [ 10 ] [ 17 ] [ 18 ]           |
|           | 15. října 1951     | Arsène Heitz              | Mírná variace kříže sv. Jiří, se srdcem kříže umístěným blíže kladkostroji, ve stylu severského kříže. Pravděpodobně inspirováno nebo odvozeno z návrhu hraběte Coudenhove-Kalergiho, takže nešlo o repliku anglické vlajky. | [ 9 ] [ 10 ] [ 18 ] [ 19 ]     |
|           | 1. prosince 1951   | Salvador de Madariaga     | Salvador de Madariaga se rozhodl zobrazit každé hlavní město tehdejších členských států hvězdou. Větší hvězda znázorňovala Štrasburk. Hvězdy byly vybrány tak, jak zobrazovaly zemi, ale bez hranic. Navíc byly osmicípé zobrazující osm hlavních směrů kompasu. | [ 20 ]                         |
|           | 5. ledna 1952      | Arsène Heitz              | Zelená standarta, barva standardy Karla Velikého, s červeným křížem fimbrovaným zlatem. Každý členský stát mohl při používání vlajky vložit svůj znak do srdce kříže. | [ 19 ] [ 21 ]                  |
|           | 12. května 1952    | Paul Lévy                 | Turecko se proti panevropskému návrhu ohradilo kvůli tomu, že tam bylo křesťanské zastoupení s červeným křížem, ale žádné islámské zastoupení. Proto Paul Lévy navrhl přidat malý srpek do jednoho z horních rohů slunce na vlajce. | [ 22 ] [ 23 ] [ 24 ] [ 25 ]    |
|           | 15. listopadu 1952 | Arsène Heitz              | Sada evropských vlajek, které se začínají více podobat skutečné vlajce EU. Zobrazují kruhy žlutých pěticípých hvězd na modrém poli. Heitz, stejně jako ve svém předchozím lednovém návrhu, navrhl, aby každý členský stát mohl do návrhu přidat svou vlastní vlajku. | [ 19 ] [ 26 ]                  |
|           | 15. listopadu 1952 | Arsène Heitz              | Sada evropských vlajek, které se začínají více podobat skutečné vlajce EU. Zobrazují kruhy žlutých pěticípých hvězd na modrém poli. Heitz, stejně jako ve svém předchozím lednovém návrhu, navrhl, aby každý členský stát mohl do návrhu přidat svou vlastní vlajku. | [ 19 ] [ 27 ]                  |
|           | 15. listopadu 1952 | Arsène Heitz              | Sada evropských vlajek, které se začínají více podobat skutečné vlajce EU. Zobrazují kruhy žlutých pěticípých hvězd na modrém poli. Heitz, stejně jako ve svém předchozím lednovém návrhu, navrhl, aby každý členský stát mohl do návrhu přidat svou vlastní vlajku. | [ 19 ] [ 28 ]                  |
|           | 25. září 1953      | Členové Rady Evropy       | Patnáct zlatých pěticípých hvězd v kruhu představujícím spojení na nebesky modrém pozadí. | [ 29 ] [ 30 ]                  |
|           | 12. listopadu 1954 | Arsène Heitz              | Modrá vlajka se žlutou osmicípou hvězdou v červeném kruhu. Design je pravděpodobně inspirován panevropskou vlajkou, ale místo žlutého kříže je přidán tvar růžice kompasu, který reprezentuje celou Evropu. | [ 19 ] [ 31 ]                  |
|           | 25. prosince 1954  | Arsène Heitz              | Uprostřed se tyčila modrá vlajka s červeno-bílým osmicípým kompasem, zvolená pravděpodobně tak, aby se všechny členské státy cítily zastoupen | [ 19 ] [ 32 ]                  |
|           | 11. září 1955      | Arsène Heitz              | Modrá vlajka s hvězdou uprostřed obklopená dvanácti vedlejšími hvězdami. Toto je nejpodobnější vlajka té současné, s 12 hvězdami místo 15 a hvězdou uprostřed, která pravděpodobně reprezentuje Štrasburk nebo unii. | [ 19 ] [ 33 ]                  |
|           | 9. prosince 1955   | Výbor evropských ministrů | Modré pole s pěticípým 12hvězdičkovým kruhem | [ 34 ]                         |

## Počet hvězd

Poměry vzdáleností na vlajce

Počet hvězd je ustálen na dvanácti a nesouvisí s počtem členů Evropské unie. V roce 1953 měla Rada Evropy 15 členů. Bylo navrženo, aby budoucí vlajka měla jednu hvězdu pro každého člena, přičemž by se počet při přijetí nových členů již neměnil. Proti tomu se postavilo Západní Německo, neboť jedním ze členů Rady bylo sporné území Sársko a vlastní hvězda by vyvolávala představu samostatnosti území. V této souvislosti Francie protestovala proti 14 hvězdám, neboť by to vyvolalo představu pohlcení Sárska Německem. Je mýtem, že by poté italský zástupce protestoval, že 13 je nešťastné číslo a rovněž poukazoval na skutečnost, že původní vlajka Spojených států měla tento počet hvězd.
Hvězdy symbolizují ideály jednoty, solidarity a souladu mezi evropskými národy.

## Symbolika
Rada Evropy dala vlajce symbolický popis v následujících termínech:
| „                                            | Proti modré obloze západního světa hvězdy symbolizují národy Evropy ve formě kruhu, což je znamením spojení. Jejich počet je vždy dvanáct , dvanáctka je symbolem dokonalosti a úplnosti. | “ |
| — Rada Evropy v Paříži, 7.–9. prosince 1955. | |   |
Další symbolické interpretace byly nabídnuty na základě popisu návrhu Paula M. G. Lévyho. Pěticípá hvězda se používá na mnoha národních vlajkách a představuje aspiraci a vzdělání. Jejich zlatá barva je barva slunce, o kterém se říká, že symbolizuje slávu a osvícení. 
Jejich uspořádání do kruhu představuje souhvězdí Corona Borealis a lze je považovat za korunu a stabilitu vlády. Modré pozadí připomíná oblohu a symbolizuje pravdu a intelekt.

### Mariánská inspirace

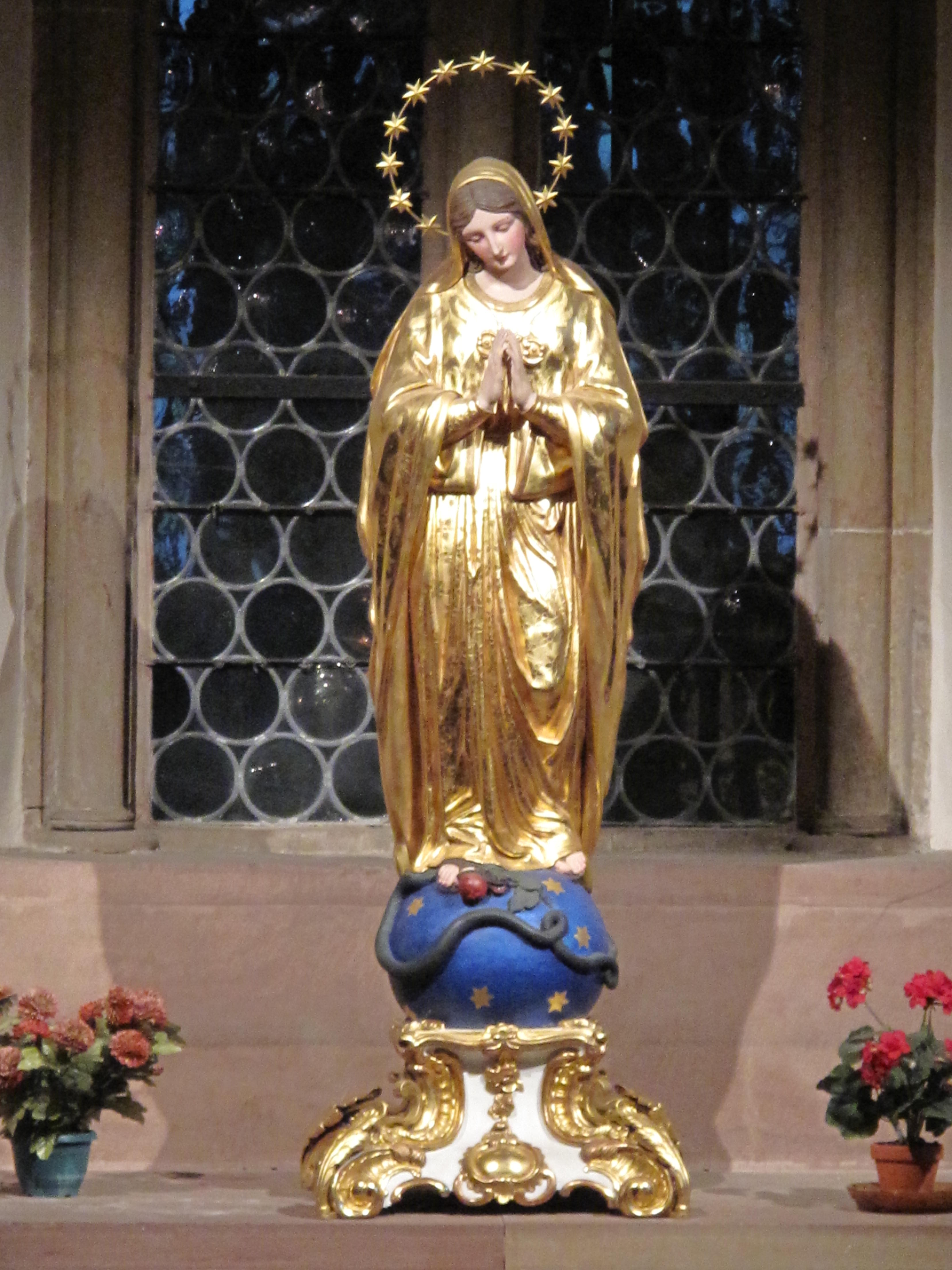
Socha Panny Marie v katedrále Notre-Dame ve Štrasburku (1859)

V roce 1987, poté co EHS vlajku přijalo, uvedl její autor Arsène Heitz, že se při jejím návrhu inspiroval také textem 12. kapitoly biblické knihy Zjevení, která zobrazuje ženu s dvanácti hvězdami kolem hlavy. Tento symbol je v evropském umění často spojen také se zobrazením Panny Marie právě s dvanácti hvězdami kolem hlavy, modrá je přitom též v umění chápána jako jeden z Mariiných atributů.

## Časté chyby
Následující ukázky jsou častými chybami v souvislosti s vlajkou Evropské unie.

Celá vlajka nebo jednotlivé hvězdy jsou vzhůru nohama.
Hvězdy jsou nesprávně otočeny. Všechny hvězdy musí být otočeny stejně – dva hroty dole a jeden nahoře.
Hvězdy jsou špatně umístěny. Musejí být rozmístěny podle ciferníku hodin.